# Нагаш Ховнатан
Нагаш Ховнатан (вірм. Նագաշ Հովնաթան), (англ. Naghash Hovnatan), (1661, с. Шорот (Нахічевань) — 28 жовтня 1722, там само) — вірменський поет, художник, ашуг, родоначальник відомої вірменської династії Ховнатаньян.

## Біографія
Відомостей про життєвий шлях Нагаша Ховнатана досить мало. Основним писемним джерелом є «Плач по смерті майстра живопису Нагаша Ховнатана» його сина Хакоба Ховнатаньяна, написаного під сильним враженням від смерті батька.
Народився Нагаш в сім'ї священника. Початкову освіту отримав від свого батька Ованнеса (Йоган). Потім навчався в школі при монастирі св. Томи Авгуліса в Нахічевані.
Переписував та прикрашав рукописи, деякі дійшли до наших днів і зберігаються в Матенадарані.
Припускають, що він створював фрески в церквах Агуліса, Ернджака та Шорота, розписував особняки в Грузії та Персії.
Після землетрусу 1679 року його запрошують до Єревану, де він продовжує створювати фрески на релігійні теми. Зокрема займається розписом церкви Св. Павла і Петра, церкви Св. Зоравор, церкву Св. Богоматері Катогіке.
Окрім живопису, Нагаш займається й написанням віршів, пісень.
Наприкінці XVIII ст. Ховнатана Нагаша запрошують у Грузію, де він стає придворним живописцем та поетом. Розписує новий палац царя Картлі Вахтанга VI.
Під час проживання в Грузії Нагаш, окрім розпису палацу, відкриває свою студію та займається викладанням. Пише портрети та ікони.
1710—1720 роки займається розписом Ечміадзінського кафедрального собору (м. Вагаршапат).

## Творчий шлях

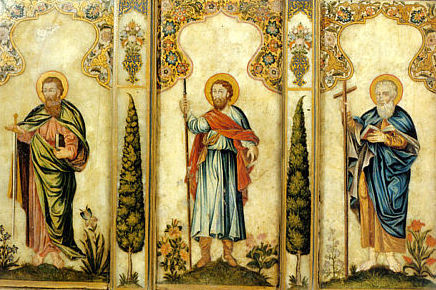

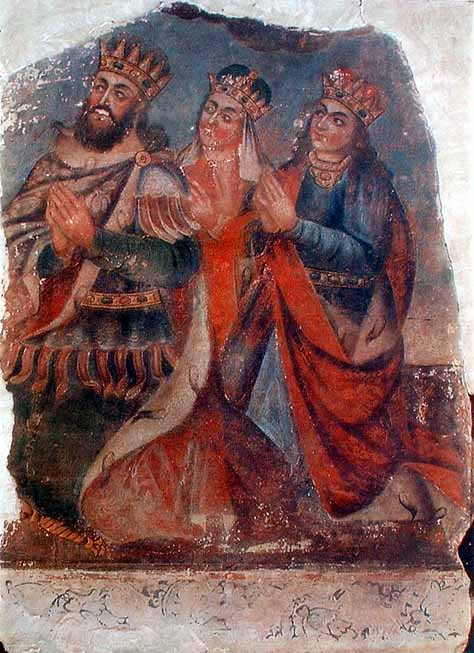

Ховнатан Нагаш проявив свої здібності в сфері станкового та монументального живопису. Ще за життя він став визнаним майстром живопису.
Нагаш — від перського «Художник», від арабського — «орнаменталіст», «ілюстратор».
Фрагменти його розпису церкви Св. Павла і Петра в Єревані збереглися до наших днів і знаходяться в Музеї історії Вірменії.
Фрагменти розпису Ечміадзінського кафедрального собору збереглися. Зокрема декоративне оздоблення інтер'єру собору (в тому числі частина куполу), частина фрески «Григорій Просвітитель хрестить Трдата» (Національна галерея Вірменії), ікона «Богородиця» (Кафедральний собор Св. Саргіса в Тегерані, Іран), зображення апостолів і Богородиці на вівтарі храму.
Нагаш Ховнатан вніс у вірменський живопис того часу світське сприйняття явищ, національну типізацію та портретне трактування зображуваних фігур святих. Його рослинні орнаменти були унікальним явищем у вірменському фресковому живопису. Також він почав застосовувати станковий живопис.
Нагаш Ховнатан став основоположником народної поезії. Він залишив багатий літературний спадок: понад 90 віршів. Деякі рукописи його віршів зберігаються нині в книгосховищах Єревану (в Матенадарані більше 50) та Відня.
При написанні віршів він використовував народну творчість та розмовну мову того часу. Тому стилістично та лексічно його вірші відрізнялись від багатої поезії попередників. Його мова — народна.
Переважно він був автором любовної поезії, яка змальовувала неймовірну красу жінки, жагу та муки кохання. Його поезія наповнена світлом та радістю, навіть при описанні нерозділеного кохання.
В своїх сатиричних та повчальних піснях він засуджує несправедливість, негативні риси тогочасного суспільства, пропагандує справедливість, творчість та любов.
Поезія Ховнатана Нагаша була перекладена на російську мову Брюсовим В., Рождєственським Вс. та ін.

## Поезія (російською мовою)
- Песня любви [Архівовано 4 жовтня 2016 у Wayback Machine.]
- Нет покоя мне [Архівовано 3 жовтня 2016 у Wayback Machine.]
- Милая сжалься [Архівовано 3 жовтня 2016 у Wayback Machine.]
- Моя возлюбленная [Архівовано 12 грудня 2017 у Wayback Machine.]
- Жестокий друг [Архівовано 3 жовтня 2016 у Wayback Machine.]
- Песнь о грузинских красавицах [Архівовано 27 травня 2017 у Wayback Machine.]
- Песня весны и радости [Архівовано 3 жовтня 2016 у Wayback Machine.]